# آیگون‌لو
آیگون‌لو (به لاتین: Aygünlü) یک منطقه مسکونی در جمهوری آذربایجان است که در شهرستان شابران واقع شده است. آیگون‌لو ۱۰۵۵ نفر جمعیت دارد.